# Zanjitas
Zanjitas är en ort i Argentina.   Den ligger i provinsen San Luis, i den centrala delen av landet, 700 km väster om huvudstaden Buenos Aires. Zanjitas ligger 494 meter över havet och antalet invånare är 201.
Terrängen runt Zanjitas är lite kuperad. Runt Zanjitas är det glesbefolkat, med 15 invånare per kvadratkilometer.. Det finns inga andra samhällen i närheten.
Omgivningarna runt Zanjitas är i huvudsak ett öppet busklandskap.